# (73244) 2002 JS38
(73244) 2002 JS38 – planetoida z pasa głównego asteroid okrążająca Słońce w ciągu 4,69 lat w średniej odległości 2,8 j.a. Odkryta 9 maja 2002 roku.